# Nykøbing Falster Håndboldklub
Nykøbing Falster Håndboldklub (NFH) er en dansk håndboldklub fra Nykøbing Falster. Klubben spiller deres hjemmekampe i Guldboxen, Nykøbing Falster.

## Historie
Nykøbing Falster Håndboldklub rykkede op i den bedste danske kvindelig række Damehåndboldligaen i sæsonen 2013/14, efter at have vundet 1. division i 2012/13, hvor man sikrede sig oprykning til håndboldligaen med en sejr i næstsidste spillerunde. I sæsonen 2013/2014 endte klubben som nr. 11 og spillede om at blive i Håndboldligaen mod SK Århus, som NFH tabte over 2 kampe. Klubben blev dog reddet af Vejen EH's konkurs, og derfor spillede klubben atter i Håndboldligaen i Sæsonen 2014/2015. Dog endte man på en skuffende sidsteplads, hvilket skulle betyde direkte nedrykning. Men endnu engang blev NFH reddet da Skive fH trak deres hold.
Klubben var en overgang sponsoreret af PriceRunner, der har afdeling i byen. Under denne periode hed deres hjemmebane PriceRunner Arena. Scandlines overtog sponsoratet i 2014, og arenaens navn blev ændret til Scandlines Arena. Klubbens førstehold har i kampe med store forventede tilskuertal spillet i Næstved Arena, hvor der er plads til næsten tre gange så mange. I 2017 blev Danmarks nye elektronikbutik POWER, nye navnesponsor for arenaen i Nykøbing, som det hedder nu POWER Arena
I 2015 indkøbte klubben Kristina Kristiansen. Klubben oplevede i denne sæson en markant øget tilslutning ved både ude og hjemmekampe i denne sæson. De fleste hjemmekampe var helt udsolgt og i gennemsnit blev kampene set af 61.333 seere i fjernsynet, hvilket gjorde det til højeste antal inden for både dame- og herrehåndbold.

### Europæiske præstationer

#### Sæson 2016/2017
Klubben fik sin europæiske debut i sæsonen 2016/2017 da de deltog i EHF Cuppen. Her blev det til sejr over Lugi HF på sammen 54-43 i første kvalifikationsrunde, i anden kvalifikationsrunde mødte klubben Pogon Baltica Szczecin som de besejrede med sammenlangt 68-57. I den tredje kvalifikationsrunde mødte NFH italienske Indeco Conversano som blev besejrede med sammenlagt 72-46, dermed kvalificerede NFH sig til gruppespillet. Hvor modstanderne blev russiske Lada Togliatti, tyske TuS Metzingen og norske Glassverket IF. NFH formåede at slutte gruppespilet på førstepladsen efter to sejre, tre uafgjorte og en enkelt sejr. Dermed avancerede klubben til kvartfinalerne hvor modstanderen blev Randers HK, her kunne NFH efter 2 kampe trække sig sejrrigt ud med sammenlagt 52-50. I semifinalen ventede det tyske hold SG BBM Bietigheim, her tabte NFH den første kamp på udebane 27-38 og derfor var en sejr på hjemmebane med 32-28 ikke nok til videre avancement for Nykøbing Falster Håndboldklub.

#### Sæson 2017/2018
NFH var via det danske mesterskab i sæsonen 2016/2017 kvalificeret til EHF Champions League 2017/2018. Her kom klubben kommet i gruppe sammen med CSM Bucuresti, RK Krim og Vistal Gdynia. Deres mest overraskende sejr var mod CSM Bucuresti med 27-25 i Næstved Arena. Klubben nåede i mellemrunden i Champions League, men endte som nummer 5. i gruppen og kvalificerede sig dermed ikke til kvartfinalen.

## Resultater
- Kristina 'Mulle' Kristiansen er en af klubbens største profiler nogensinde.Damehåndboldligaen:
  - Guld: 2017
  - Sølv: 2024
- DHF's Landspokalturnering
  - Guld: 2018
  - Sølv: 2020, 2023
- Super Cup:
  - Vinder: 2017
- EHF European League:
  - Finalist: 2023
- EHF Cup:
  - Semifinalist: 2017

## Arena
- Navn: Guldboxen
- By: Nykøbing Falster
- Kapacitet: 3,000
- Adresse: Nørre Boulevard 4A, Nykøbing Falster

## Spillertruppen 2025/2026
| Nr. | Navn                   | Nationalitet | Alder                      | Position     | I klubben siden |
| --- | ---------------------- | ------------ | -------------------------- | ------------ | --------------- |
| 2   | Caroline Aar Jakobsen  | Norge        | 27. december 1994 (30 år)  | Stregspiller | 2023            |
| 3   | Clara Bang             | Danmark      | 30. april 2004 (21 år)     | Højre back   | 2025            |
| 4   | Tiril Jørstad Palm     | Norge        | 1. april 2003 (22 år)      | Højre fløj   | 2025            |
| 6   | Moa Högdahl            | Norge        | 14. marts 1996 (29 år)     | Højre back   | 2023            |
| 7   | Cecilie Bjerre         | Danmark      | 8. juli 2001 (24 år)       | Venstre back | 2025            |
| 8   | Stine Eiberg Jørgensen | Danmark      | 26. november 1998 (26 år)  | Venstre back | 2022            |
| 10  | Mia Svele              | Norge        | 16. april 2001 (24 år)     | Playmaker    | 2025            |
| 11  | Sofie Lundsgaard       | Danmark      | 18. august 2006 (18 år)    | Playmaker    | 2025            |
| 14  | Anne Christine Bossen  | Danmark      | 14. oktober 2003 (21 år)   | Målvogter    | 2025            |
| 20  | Maja Magnussen         | Norge        | 30. juni 1997 (28 år)      | Højre fløj   | 2024            |
| 21  | Matilde Vestergaard    | Danmark      | 11. september 2004 (20 år) | Venstre fløj | 2023            |
| 22  | Zoë Sprengers          | Holland      | 19. januar 2000 (25 år)    | Venstre fløj | 2024            |
| 23  | Nanna Hinnerfeldt      | Danmark      | 11. juli 1999 (26 år)      | Stregspiller | 2025            |
| 26  | Mona Obaidli           | Norge        | 17. februar 1997 (28 år)   | Playmaker    | 2023            |
| 30  | Clara Lerby            | Sverige      | 8. maj 1999 (26 år)        | Venstre fløj | 2025            |
| 32  | Cecilie Greve          | Danmark      | 19. januar 1992 (33 år)    | Målvogter    | 2017            |
| 79  | Kristina Kristiansen   | Danmark      | 13. juli 1989 (36 år)      | Playmaker    | 2015            |

## Transfers
| Danmark | Niels Agesen (Cheftræner) - Hentet i Mors-Thy Håndbold           |
| Danmark | Mikkel Thomassen (Assistenttræner) - Hentet i København Håndbold |
| Sverige | Clara Lerby - Hentet i EH Aalborg                                |
| Norge   | Mia Svele - Hentet i Storhamar Håndball                          |
| Norge   | Tiril Jørstad Palm - Hentet i Gjerpen IF                         |
| Danmark | Nanna Hinnerfeldt - Hentet i Ringkøbing Håndbold                 |
| Danmark | Clara Bang - Hentet i Skanderborg Håndbold                       |
| Danmark | Anne Christine Bossen - Hentet i København Håndbold              |
| Danmark | Cecilie Bjerre - Hentet i Ringkøbing Håndbold                    |
| Danmark | Sofie Lundsgaard - Hentet i EH Aalborg                           |

| Grønland | Jakob Larsen (Cheftræner) - Skifter til HH Elite         |
| Danmark  | Kasper Jensen (Assistenttræner) - Skifter til HØJ Elite  |
| Danmark  | Amalie Wulff - Skifter til SCM Râmnicu Vâlcea            |
| Danmark  | Alberte Kielstrup Madsen- Skifter til SCM Râmnicu Vâlcea |
| Danmark  | Sofie Bardrum - Skifter til Krim Ljubljana               |
| Danmark  | Rosa Skovlund Schmidt - Skifter til Viborg HK            |
| Danmark  | Julie Seeberg - Skifter til HH Elite                     |
| Danmark  | Line Haupt Christiansen - Udlejes til Ajax København     |
| Sverige  | Sofie Börjesson - Skifter til Boden Handboll IF          |
| Tyskland | Aimée von Pereira - Skifter til København Håndbold       |
| Frankrig | Kalidiatou Niakaté                                       |
| Danmark  | Charlotte Lund Mikkelsen - Karrierestop                  |
| Norge    | Catharina Fiskerstrand - Karrierestop                    |

## Tidligere spillere
| - Althea Reinhardt (2007–2015) - Mette Gravholt (2015–2017) - Pernille Holmsgaard (2016–2017) - Sarah Iversen (2009-2012) (2016-2018) - Rikke Iversen (2012–2014) - Mette Iversen Sahlholdt (2013–2017) - Berit Kristensen (1997–1999) - Marianne Florman (2005) - Simone Spur (-2011) (2014–2016) - Line Werngreen (-2010) (2010–2016) - Camilla Fangel (2012–2015) - Mia Møldrup (2012–2015) - Cecilie Woller (2012–2015) - Maria Dueholm Sørensen (2012-2015) - Sascha Juul (2012-2015) - Ditte Vind (2016–2017) - Celine Lundbye Kristiansen (2016–2018) (2020-2022) - Matilde Kondrup Nielsen (2017-2020) - Isabella Fazekas (2018-2020) - Line Skak (2018-2019) - Lærke Nolsøe (2016-2021) (2023-2024) - Sofie Olsen (2017–2023) - Natasja Clausen (2019-2021) - Louise Kristensen (2016–2017) - Louise Egestorp (2020-2023) - Elma Halilcevic (2021–2023) - Sofie Flader (2020–2023) - Amalie Wulff (2019-2025) | - Sofie Bardrum (2022–2025) - Charlotte Mikkelsen (2021–2025) - Alberte Kielstrup Madsen (2021-2025) - Mayara Moura (2014–2015) - Elaine Gomes Barbosa (2014–2016) - Karoline de Souza (2014–2016) - Bárbara Arenhart (2015–2016) - Mariana Costa (2015–2017) - Deonise Fachinello (2016) - Tiril Gunther Merg (2017-2018) - Mia Svele (2020-2023) - Nathalie Hagman (2016–2017) - Anna Lagerquist (2017–2020) - Angelica Wallén (2017–2020) - Emelie Nykvist (2015–2020) - Johanna Westberg (2016–2022) - Johanna Forsberg (2020–2022) - Tyra Axnér (2022–2024) - Sofie Börjesson (2024–2025) - Yui Sunami (2018-2019) - Sakura Hauge (2018-2019) - Ayaka Ikehara (2017-2020) (2023-2024) - Dione Housheer (2017-2021) - Nikita van der Vliet (2020-2023) - Marie-Hélène Sajka (2022-2023) - Kalidiatou Niakaté (2024-2025) - Aimée von Pereira (2023-2025) |

## Trænere
- Susanne Møller: 2008–2010[11]
- Kenneth Sahlholdt: 2010–2015[12][13]
- Niels Agesen: 2015–2017[14]
- Jakob Larsen: 2017–2025[15]
- Niels Agesen: 2025–nu[14]